# Let 105 Britannie Airways
Let 105 družbe Britannia Airways je bil prvi potniški polet z londonskega letališča Luton do letališča Brnik (danes letališče Jožeta Pučnika Ljubljana) med 31. avgustom in 1. septembrom 1966, ki se je končal z nesrečo, v kateri je umrlo 98 od 117 potnikov in članov posadke. Velja za najhujšo letalsko nesrečo, ki se je zgodila na ozemlju današnje Slovenije.

## Nesreča
Letalo Bristol 175 Britannia 102 prevoznika Britannia Airways z oznako G-ANBB, ki je prevažalo pretežno Britance na poti na dopust ob jadranski obali, se je malo po polnoči 1. septembra približevalo brniškemu letališču, ko je zaradi prehitrega spuščanja zadelo drevesa v gozdu blizu vasi Lahovče in strmoglavilo. 92 ljudi na krovu je umrlo takoj.
Stekla je obsežna reševalna akcija, v kateri so sodelovali gasilci in številni domačini, ki so slišali trušč. Gasilci so sprva zaradi napačnih informacij letalo iskali v okolici Mengša, ob prihodu pa so koordinirali reševalce in iz razbitin potegnili ter oskrbeli preživele. Štirje med njimi so bili tako hudo ranjeni, da so umrli še na mestu nesreče, ko je že prispela pomoč, preostala dva pa v bolnišnici do 12 dni kasneje.
Preiskava je kot najverjetnejši vzrok razkrila pilotsko napako – glavni pilot ni nastavil višinomera po napotku kontrole zračnega prometa, kar sta oba s kopilotom spregledala, tako da sta ravnala, kot bi bil instrument pravilno nastavljen. Poleg tega se zaradi teme in gozdnatega terena nista mogla ravnati po orientirjih na tleh, zmedel pa ju je tudi naklon steze, ki sta jo takrat že videla, a sta napačno precenila kot približevanja. Letalo je bilo približno 300 m (1.000 ft) niže, kot je kazal višinomer, tako da je ob sledenju normalnim postopkom približevanja stezi priletelo v drevesa več kilometrov pred njo.

## Kasnejši dogodki
V zahvalo za požrtvovalen odziv slovenskih zdravnikov pri reševanju preživelih je Univerzitetni klinični center Ljubljana pridobil sodoben operativni mikroskop. Na njem se je mikrokirurgije izučil znani nevrokirurg Vinko Dolenc in že naslednje leto pričel s šivanjem živcev, kar je bilo za tisti čas prelomno.
Kasneje je bilo na mestu nesreče postavljeno spominsko znamenje, ki pa je bilo z leti zanemarjeno in se je izgubilo v goščavju. Leta 2016, ob 50-letnici nesreče, je zato podjetje Aerodrom Ljubljana dalo postaviti novega.